# Tussøy
Tussøy est une localité du comté de Troms, en Norvège.

## Géographie
Administrativement, Tussøy fait partie de la kommune de Tromsø.